# Роспорт
Роспорт (люкс. Rousport, фр. Rosport) — коммуна в Люксембурге, располагается в округе Гревенмахер. Коммуна Роспорт является частью кантона Эхтернах. В коммуне находится одноимённый населённый пункт.
Население составляет 2000 человек (на 2008 год), в коммуне располагаются 698 домашних хозяйств. Занимает площадь 23,80 км² (по занимаемой площади 36 место из 116 коммун). Наивысшая точка коммуны над уровнем моря составляет 311 м. (109 место из 116 коммун), наименьшая 256 м. (67 место из 116 коммун).

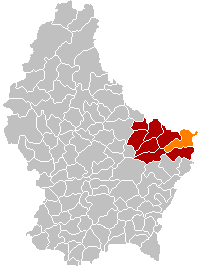
Оранжевый цвет - коммуна Роспорт, красный - кантон Эхтернах.